# Amicus Productions
Amicus Productions (el nombre de Amicus viene del latín "Amigos" del terror) es una empresa inglesa fundada a mediados de los 60.

## Historia
La compañía fue fundada en Inglaterra por los estadounidenses Milton Subotsky y Max J. Rosenberg. Esta compañía dedicada al género de fantástico y de terror pasaría automáticamente a ser una fuerte rival de Hammer Productions. En ella trabajaban con asiduidad los mismos actores y directores que trabajaban en Hammer: Christopher Lee, Peter Cushing (actores); Freddie Francis, Roy Ward Baker (directores). También es de destacar al escritor/guionista Robert Bloch (Psicosis) (1960) que escribió algunos de sus guiones. La mayor característica de Amicus Productions es que la mayoría de sus películas estaban formadas por episodios. A diferencia de la Hammer que destacaba por la cantidad de litros que se veían en sus películas, la Amicus no mostraba una gota de sangre, ofreciendo un terror más sugerido y psicológico que la compañía rival.

## Filmografía
- 1962 - It's Trad, Dad!
- 1963 - Just For Fun
- 1965 - Dr. Terror
- 1965 - La maldición de la calavera
- 1965 - Dr. Who y los Daleks
- 1966 - El psicópata
- 1967 - The Terrornauts
- 1967 - The Deadly Bees
- 1967 - They Came from Beyond Space
- 1967 - Ruta peligrosa
- 1967 - Torture Garden
- 1969 - Su vida íntima
- 1970 - The Mind of Mr. Soames
- 1971 - La mansión de los crímenes
- 1971 - El monstruo
- 1972 - Tales from the Crypt
- 1972 - What Became of Jack and Jill?
- 1972 - Refugio macabro
- 1973 - From Beyond the Grave
- 1973 - The Vault of Horror
- 1973 - And Now the Screaming Starts!
- 1974 - Madhouse
- 1974 - La bestia debe morir
- 1975 - La tierra olvidada por el tiempo
- 1976 - En el corazón de la tierra
- 1977 - Viaje al mundo perdido
- 1980 - El club de los monstruos